# Daniel McFadden

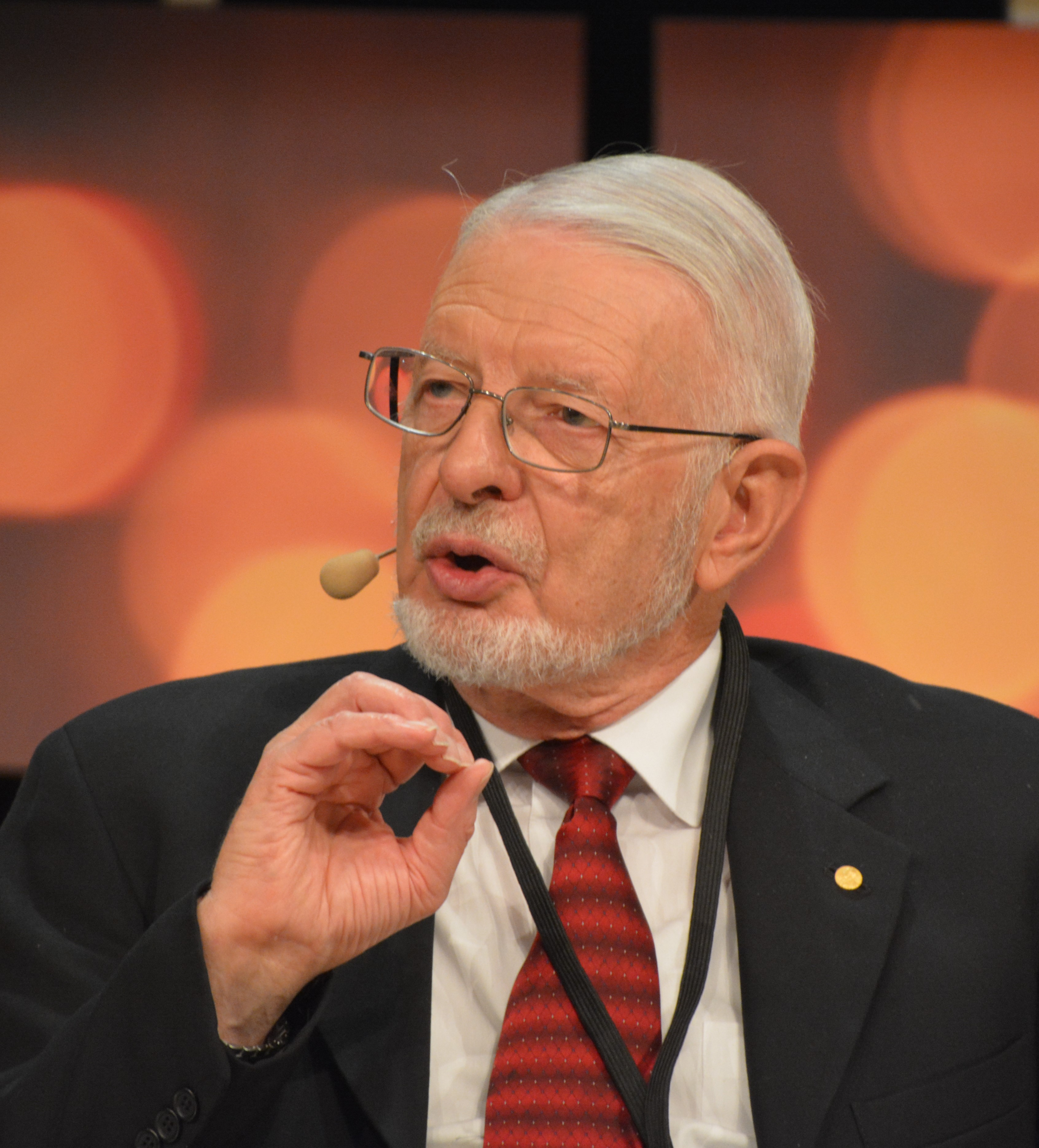
Daniel McFadden im Jahr 2014

Daniel Little McFadden (* 29. Juli 1937 in Raleigh, North Carolina) ist ein amerikanischer Ökonometriker.
McFadden erhielt im Jahre 2000 zusammen mit James Heckman den Preis für Wirtschaftswissenschaften der schwedischen Reichsbank im Gedenken an Alfred Nobel für die Entwicklung von Theorien und Methoden zur Analyse diskreter Entscheidungen. 

## Werdegang
McFadden erhielt einen B.S. in Physik und einen Doktor in Verhaltenswissenschaften von der University of Minnesota, wo Leonid Hurwicz einer seiner Lehrer war. Ab 1964 arbeitete McFadden an der University of California, Berkeley, an der er von 1969 bis 1979 eine Professur für Wirtschaftswissenschaften innehatte. Von 1977 bis 1991 war er Professor am Massachusetts Institute of Technology in Cambridge (Massachusetts). Seit 1991 ist er wieder Professor in Berkeley mit Schwerpunkt auf computational statistics und Direktor des Econometrics Laboratory, seit 2011 zudem Professor an der University of Southern California
Im Jahr 2005 stand McFadden der American Economic Association als gewählter Präsident vor.

## Forschung
McFadden forschte zu ökonometrischen Methoden für diskrete Entscheidungen. Ein Beispiel ist das Logit-Regressionsmodell. Diskrete Entscheidungen zeichnen sich durch eine beschränkte Anzahl von Möglichkeiten aus, die sich binär modellieren lassen. Eine 1 stünde etwa für „Ereignis trat ein“ und eine 0 für „Ereignis trat nicht ein“. Beispielsweise ließe sich untersuchen, ob ein Individuum arbeitet, und nicht wie zuvor, wie viele Stunden es arbeitet.
Mit Logit-Modellen lassen sich jedoch auch Wahrscheinlichkeiten bzw. relative Häufigkeiten modellieren, weil diese numerisch zwischen 0 (=0 % relative Häufigkeit) und 1 (=100 % relative Häufigkeit) schwanken. Eine der ersten großen empirischen Anwendungen des Logit-Modells war daher McFaddens Studie zur Gründung der Nahverkehrsgesellschaft Bay Area Rapid Transit in San Francisco Mitte der 1970er Jahre.

## Ehrungen
- 1975: John Bates Clark Medal
- 1977: Ernennung zum Mitglied der American Academy of Arts and Sciences
- 1981: Ernennung zum Mitglied der National Academy of Sciences
- 1986: Frisch-Medaille der Econometric Society (mit Jeffrey A. Dubin)[3]
- 2000: Preis für Wirtschaftswissenschaften der schwedischen Reichsbank im Gedenken an Alfred Nobel, zusammen mit James Heckman
- 2002: Richard-Stone-Preis (zusammen mit Kenneth Train)[4]
- 2006: Mitglied der American Philosophical Society[5]